# ヨネスケ
ヨネスケ（1948年〈昭和23年〉4月15日 - ）は、日本の落語家、タレント、YouTuber。出囃子は『球場へ連れてってヨ』。落語芸術協会所属・参事で、同会における登録名は桂 米助（かつら よねすけ）。血液型はO型。

## 人物

### 生い立ち
- 千葉県市原郡姉崎町（現・市原市）出身。千葉県立市原高等学校卒業[3]。兄と姉2人の4人兄弟だが、父親がそれぞれ違う複雑な家庭環境で育った。兄とヨネスケは父が同じだが、姉2人はそれぞれ父が違い、ヨネスケには「父親」と呼ぶべき男性が3人いる。
- 本人の弁によれば、兄とヨネスケの父は正妻が待つ別の家庭を持っており、自分の母は妾という立場であったという。事情は不明ながら父は生活費を家には入れず、兄弟が多く女手一つでの生活はとても苦しかったそうである。だが母は文句を一切言わず、父が家に居る時はとても嬉しそうであり、大げさな表現をすれば少女のようにはしゃぎ、子どもながら父をとても愛しているのが分かったという。
- 父についての思い出は、いつも家に居ないが、たまに家に居る時は必ず居間で煙草をゆっくりと吸いながら新聞を読んでおり、とても寡黙な人物だったという。なお、本名の「五六（ごろう）」というのはヨネスケが産まれた時、父親が56歳だったことに由来している[4]。
- 父だという男性については、現在でも本名もどこに家庭があったのかも分からないという。

### 落語家「桂米助」
- 4代目桂米丸にとっては初となる直弟子である。なお、米丸門下の惣領弟子は、米丸の弟弟子であり、5代目古今亭今輔からの預かり弟子にあたる桂歌丸である。
- 1970年（昭和45年）1月20日に閉館した人形町末廣の最終興行（主任：5代目古今亭今輔）で前座を務めていた[5]。
- 師匠・米丸は米助に稽古を付けることがなかったらしく、米助に初めて稽古を付けたのは当時二ツ目であった兄弟子・歌丸であったという。なお、仮に自分が歌丸の弟子であったならば破門宣告を受けていた可能性があったとも述べている。
- 米助が若手の頃、米丸が米助の弟弟子だけを海に遊びに連れて行き、米助のことは連れて行かなかったことがあった。この件で米助は拗ねてしまい、楽屋内で米丸に挨拶もせず無視したという。この事実は、その場に居合わせた三遊亭小遊三によって後に暴露されている。
- カタカナ表記の「ヨネスケ」になったいきさつについて、本人の弁によると、「米助」という漢字の表記だと、特に関西地方で「ベイスケ」と読まれてしまい、桂米朝門下の噺家であると誤解されることが多かった[注 1]ため、誤読を避けるためにカタカナ表記にしたとのことである。なお、カタカナで名乗ること自体が落語界では前代未聞の事件であったこともあり、関係者とひと悶着があったというが、兄弟子・歌丸は「芸がこなせるのであれば、カタカナで名乗ってもいいのではないか」と理解を示している。
- 『東西芸人いきなり!2人旅』では月亭方正と一緒に那須塩原市を旅行し、方正に対して「落語は“人生”だし、悩んだことが落語として出てくる。落語は他に色々なことをやりながらやった方がいい」などとアドバイスした[6]。
- 自作の得意ネタは、『寝床』を川崎時代のロッテに置き換えた『野球寝床』[注 2]、『天狗裁き』の天狗を長嶋茂雄に置き換えた『長嶋裁き』といった「野球落語」や、自作による『落語禁止法』など。大師匠・5代目今輔が十八番とした『ラーメン屋』『表札』などの新作落語も継承している。ほか『猫と金魚』（田河水泡作）、古典落語の『看板のピン』『壺算』などが得意ネタである。

### 『笑点』座布団運び
- 『笑点』の座布団運びがテレビデビューだが、出演時の正式な座布団運びは1970年当時人気の女性アイドル・小野千春でサポート役としての出演だった[7]。
- 『笑点』への出演は、当時メンバーであった兄弟子・歌丸の推薦があったから実現できたと後に述べている。
- 現在でも『笑点』には真打・襲名昇進披露に出演することがある。
- 2022年、大喜利レギュラーの三遊亭円楽が脳梗塞で倒れて長期療養となった際に大喜利ゲストとして出演のオファーが来たが、収録当日は既に旭川で仕事が入っていたためやむを得ず断った[8]。その後再びオファーが入り5月1日放送分に出演が叶い、約51年ぶりに大喜利に出演することとなった。

### 「突撃!隣の晩ごはん」
- 日本テレビ系『ルックルックこんにちは』のワンコーナーであった「突撃!隣の晩ごはん」のリポーターとして知られる。同コーナーはのちに『ザ!情報ツウ』内の「帰ってきた! 突撃! 隣の晩ごはん」、『NNN Newsリアルタイム』内の「突撃! リアル隣の晩ごはん」、『おもいッきりDON!』内の「おもいッきりLIVE 突撃!隣の晩ごはん」、『DON!』内の「突撃!隣の晩ごはん」、BS日テレ『真麻のドドンパッ!』へと引き継がれた。全国各地の家庭を訪問していることから、「日本一の不法侵入者」を自称している。
- 「突撃!隣の晩ごはん」では様々な家庭の料理を食べているが、ヨネスケの口に合わないもの、本当に不味いものを食べた時は「なかなかですねえ」と言ってごまかすという。
- 左利きであるため以前は左手で箸を使っていたが、事情を知らない年配の視聴者から苦情が多数寄せられたため、「突撃!隣の晩ごはん」の仕事の時のみ右手で箸を使うようになったという[9]。なおそれ以外の仕事では左手で箸を持っている[10]。
- 2012年4月から9月までテレビ朝日『やじうまテレビ!』で類似企画「ヨネスケのいただき朝ごはん」が放送されたほか、2014年2月10日からはBS日テレでミニ番組『突撃!隣の昼ごはん』が放送された。

### 野球・大相撲に対する造詣
- 野球に対する造詣が深く、創作の「野球落語」を披露したり、イベント「ヨネスケの単なる野球好き」を開催している。読売ジャイアンツのファンであるが、会長渡邉恒雄の方針には批判的である。しかし、2004年のプロ野球再編問題では、渡邉の「たかが選手」発言を擁護し、「たしかにたかが選手だし」などと発言した。
- 相撲ファンでもあり、『菊ノ花』という相撲を題材とした創作落語を発表したこともある。千代の山の相撲を見たことが相撲ファンになったきっかけである。2017年9月場所において11勝で幕内最高優勝を果たしたものの金星を4個配給した日馬富士に関し、場所後に「横綱としていかがなものか。もう潔く引退してほしい」とTwitterに投稿したところ、「冗談じゃねぇ! お前こそ落語家を引退しろ!」という返信が山ほど返ってきて炎上したことがある[11]。だが、結果的に日馬富士は数ヶ月後に自身が起こした傷害事件が元で引退し、皮肉にもその被害者も翌年に暴力事件を起こし引退している。
- 『最後の審判』という創作落語を演じた際、マクラで第1回WBCの日本戦における誤審を取り上げたことがある。この時は誤審にはかなり怒っていた様子で、「お袋の戒名は忘れてもボブ・ディビット審判だけは忘れない」とぶちまけた[12]。
- ウラディミール・バレンティンが2013年シーズンに記録したNPBシーズン記録である60本本塁打を「この前の取材でも答えましたが、バレンティンの記録更新には何も思いません。なぜなら飛ぶボールで出した記録だから。どうせなら100本くらい打って欲しいですね。飛ぶボールで。王さんの記録と記憶は一生語り継がれていくものですから」とTwitterで否定したことから、多くの野球ファンから猛反発を受けた[13]。

### 「鷲塚与太八郎」
- 寄席では「鷲塚 与太八郎（わしづか よたはちろう）」と名乗ることがある。
- 真打・襲名披露口上の司会を務めた際には、同席した落語家を「架空の外国人名[注 3]」で紹介することがあり、本人は「これだけが楽しみなんだ」としている。

### 駅弁
- 日本全国で仕事をしている関係で駅弁・空弁を食べることが多く、2008年に開始したブログでそれらを批評している。味、彩り、価格の面など多面的に評価し最後に点数をつけているが、辛口評価を下すことも多い。

### その他の逸話
- TBSラジオ『土曜ワイドラジオTOKYO 永六輔その新世界』の「ラッキィ池田の東京粗雑な疑問」コーナーではクイズの答えとして必ず登場し、名前だけはレギュラー出演していた。
- 2015年6月、同年3月に離婚していたことを明らかにした[14]。
- 『週刊文春』2021年12月30日・2022年1月6日号で、新型コロナウイルス感染拡大の影響で1年半に渡って仕事がほとんどないと明かし、家に籠って孤独を感じていること、2015年に離婚した妻に謝罪したいことなどを吐露した[15]。
- 2024年7月に20歳年下の女性と再婚。9月30日に出演した徹子の部屋で黒柳徹子にパートナーがいることを明かしており、11月11日に行われた「芸協カデンツァ新喜劇」発表記者会見[16]終了後に明らかにした[17]。
- 自身のYoutubeチャンネルでは若手の落語家も積極的に紹介。記者として落語芸術協会の真打昇進披露記者会見にも出席、質問もしている[18]。
- 2024年の「芸協カデンツァ新喜劇」では公演の舞台裏を取材。その後自身の12月の浅草演芸ホールでのトリ公演ではカデンツァ新喜劇を大喜利として上演させることに尽力。積極的なPRも功を奏して[16]公演は大入満員となり、米助は舞台袖で涙した。

## 略歴
- 1967年（昭和42年）- 4代目桂米丸に入門し、桂米助を名乗る。同年、浅草演芸ホールで初高座。
- 1970年（昭和45年）- 日本テレビ『笑点』に座布団運び役として出演（ - 1971年）。
- 1971年（昭和46年）4月 - 二つ目昇進。
- 1981年（昭和56年）10月 - 真打昇進。
- 1982年（昭和57年）1月 - 日本放送演芸大賞ホープ賞受賞。
- 1989年（平成元年）1月 - 古舘プロジェクトに所属。同時期より落語家としての活動以外ではヨネスケと名乗るようになる。
- 2004年（平成16年）2月 - 落語芸術協会理事に就任。
- 2019年（令和元年）6月 - 落語芸術協会参事に就任。
- 2020年（令和2年）9月 - YouTubeチャンネル「突撃!隣のヨネスケちゃんねる」を開設 [19]。その後、チャンネル名を「突撃!ヨネスケちゃんねる【落語と晩ごはん】」へ変更している。

## 出演

### テレビ番組
- 笑点（1970年 - 1971年、日本テレビ）
- 突撃!隣の晩ごはんシリーズ（日本テレビ）
- 笑っていいとも!（フジテレビ） - 不定期ゲスト
- タモリ倶楽部（テレビ朝日） - 不定期ゲスト
- プロ野球ニュース 「プロ野球DA-DA-DA!」（フジテレビ）
- クイズ世界はSHOW by ショーバイ!!（日本テレビ） - 準レギュラー
- 落語のピン（フジテレビ）
- 24時間テレビ 「愛は地球を救う」（日本テレビ） - 日曜午前に毎年出演。
- ためしてガッテン（NHK総合テレビ） - 不定期ゲスト
- 元気一番 健康道場（NHK-BS2）
- 趣味悠々 「落語をもっと楽しもう」（2006年12月6日 - 2007年1月31日[注 4]、NHK教育テレビ） - 案内役
- オールスター感謝祭（TBS） - 1995年4月1日の第8回大会では35問150.59で優勝した。
- ラジかるッ 木曜日「ヨネスケ・にしおかのQ散歩パねるのトびら」（2007年5月3日 - 2009年3月26日、日本テレビ）
- DON!（2010年4月7日 - 2011年3月25日、日本テレビ） - 隔週水曜日。「突撃!隣の晩ごはん」コーナーも担当。
- ハートネットTV 公開すこやか長寿→めざせ!いきいき長寿（NHK教育テレビ） - レギュラーゲスト
- とりあえず生中 三杯目 〜チャレンジの水曜日〜（2010年9月1日、ニコニコ生放送） - ゲスト
- 虎ノ門市場（テレビ東京）
- やじうまテレビ! 「ヨネスケのいただき朝ごはん」（2012年4月5日 - 9月27日、テレビ朝日） - 木曜日
- ごきげん歌謡笑劇団（2013年3月30日、NHK総合テレビ）
- 突撃!隣の昼ごはん（2014年2月10日 - 2015年3月30日、BS日テレ）
- 東京探検（テレビ東京） - レポーター
- バイキング（フジテレビ） - 不定期ゲスト（水曜）[20]
- 真麻のドドンパッ!（2016年10月 - 2017年9月、BS日テレ）- 「隣の晩ごはん」のコーナー担当（月曜レギュラー）
- 徹子の部屋（2017年11月10日、テレビ朝日） - 師匠の桂米丸と出演。
- 直撃LIVE グッディ!（2018年4月2日 - 2020年9月25日、フジテレビ） - 木曜パネラー[注 5]
- 相席食堂（2021年3月2日・9日、ABCテレビ） - 「タージン&ヨネスケの旅!」（前後編）

### ラジオ番組
- 怪傑ヨネスケのラジオで行こう!（ニッポン放送）- 高田文夫のピンチヒッター[注 6]
- ラジオ深夜便 「深夜便 落語100選」（NHKラジオ第1放送・NHK-FMラジオ放送・NHKラジオ国際放送） - 落語解説（桂米助名義）
- ラジオ日本ジャイアンツナイター（ラジオ日本） - ゲスト解説

### テレビドラマ
- ドラマチック22「田舎のポリス物語」（1989年12月9日、TBS）
- 女ねずみ小僧 いけないことだぞ、大江戸マラソン博奕地獄（1990年9月26日、フジテレビ）
- 日曜劇場 陸王 第7話（2017年12月3日、TBS） - 大野 役

### 映画
- スーパーの女（1996年、東宝） - 「安売り大魔王」店長 役
- 人間の翼 最後のキャッチボール（1996年、CINEMA CRAFT） - 赤嶺昌志 役
- 東京★ざんすっ 「優しさ」の國（2001年、東映） - ヨネスケ 役
- 釣りバカ日誌17 あとは能登なれハマとなれ!（2006年、松竹） - 釣具屋の店主 役
- 幸運の壺 Good Fortune（2012年、よしもとクリエイティブ・エージェンシー）
- さよならケーキとふしぎなランプ（2014年、ブラウニー）
- 突撃!隣のUFO（2023年、リバートップ） - 主演・ヨネスケ 役[21][22]

### オペラ
- 日本橋オペラ「貞奴姫」（2021年12月10日、日本橋公会堂） - 案内役[23] / 帝国女優養成所開所式の渋沢栄一の祝辞[24]代読

### CM
- サントリー BOSS 贅沢微糖 「贅沢そば屋」篇（2010年）
- サントリー 伊右衛門 「突撃! 隣の急須隊」篇（2013年）

## ディスコグラフィ

### CD
- 桂米助と三遊亭小遊三 語って唄う 日本の童謡・唱歌（2008年4月、テイチクエンタテインメント）
- 長生き音頭（2011年4月、ソニー・ミュージックダイレクト） - 多梅稚作曲の鉄道唱歌の替え歌、力武杏奈のカバー

### DVD
- 桂米助の野球落語 Vol.1 『野球寝床』『最後の審判』（2006年4月、テイチクエンタテインメント）
- 桂米助の野球落語 Vol.2 『沢村栄治物語』（2006年9月、テイチクエンタテインメント）
- 桂米助の野球落語 Vol.3 『天覧試合』（2007年2月、テイチクエンタテインメント）
- 桂米助の野球落語 Vol.4 『奥様は迷コーチ』『長嶋裁き』（2007年9月、テイチクエンタテインメント）

## 著書

### 単著
- 『新・相撲のススメ』（1992年1月、雄鶏社） ISBN 978-4277851015
- 『ヨネスケの突撃!隣の晩ごはん』（1993年5月、NTT出版） ISBN 978-4871882231
- 『ごはん 『突撃!隣の晩ごはん』はあなたに幸福をもたらす!』（2001年7月、講談社） ISBN 978-4062108133
- 『ヨネスケの駅弁空弁600選』（2011年1月、辰巳出版） ISBN 978-4777808656
- 『人たらしの極意』（2013年7月、小学館101新書） ISBN 978-4098251711

### 共著ほか
- 月亭八方 『広済堂ブックス 過激に巨人-阪神戦 米助VS八方大舌戦!』（1984年1月、広済堂出版） ISBN 978-4331003220
- 吉川潮 『突飛な芸人伝』 「野球狂の唄 ヨネスケ」（2001年1月、新潮文庫） ISBN 978-4101376226
  - 『完本 突飛な芸人伝』（2006年3月、河出文庫） ISBN 9784309407876
- 三遊亭小遊三 『NHK趣味悠々 落語をもっとたのしもう』（2006年11月、日本放送出版協会） ISBN 978-4141884361
- 野崎洋光 『簡単だから毎日作れるシニアごはん』（2016年12月、世界文化社） ISBN 978-4418163472
- 文藝春秋編 『テレビの伝説  長寿番組の秘密』 「『隣の晩ごはん』にみる日本の食卓の変転」（2013年12月、文春文庫） ISBN 9784167217990

## 弟子

### 元弟子
- 桂米多朗 - 2023年5月に一門から離脱